# 三田光
三田 光（みた ひかる、1981年8月1日 - ）は、東京都杉並区出身（世田谷区育ち）の元プロサッカー選手。ポジションはディフェンダー（センターバック、サイドバック）及びミッドフィールダー（ボランチ）。

## 来歴
兄の影響で幼稚園からサッカーを始め、小・中学校時代は読売ユースでプレーしていた。
1997年に國學院久我山高校へ進学。1期上に笠木新、1期下に関光博及び津田和樹。3年生時に東京都選抜として国体に出場した。
2000年からは國學院大學に通いつつ、アマチュア契約で練習生としてFC東京に加入。ボランチを志望していたが長身とフィード力からDFとしても構想された。左サイドバックでの練習を重ね、MF佐藤由紀彦と共にクロスを磨いた。
入団テストを経て、2002年よりアルビレックス新潟に移籍（大学は休学）。同年開幕戦より先発出場を続け、5月にはトゥーロン国際大会に臨むU-21日本代表に抜擢された。さらにアジア競技大会でも全試合に出場。2003年は新潟での出場時間を伸ばし、J2優勝及びJ1昇格に貢献した。
2005年にはベガルタ仙台に1年間期限付き移籍。同年第4節札幌戦でJ2初得点を記録した。2006年、新潟に復帰。主に右サイドバックをこなし、鋭いクロスを供給し続けた。同年第12節清水戦でJ1初得点。2007年限りで退団。
2008年に湘南ベルマーレへ移籍するも、1年で戦力外通告を受ける。
2009年より徳島ヴォルティスに移籍。左右のサイドバック、センターバックと複数のポジションに配されたが、安定したプレーでチームを支えた。2010年限りで契約満了。
2011年からはFC岐阜に完全移籍。2012年をもって契約満了となり、同シーズン限りで現役を引退。2013年からは岐阜の下部組織でコーチを務める。2016年に日本サッカー協会公認A級ジェネラルコーチライセンスを取得し、同年8月よりトップチームコーチに就任。

## 所属クラブ
ユース経歴
- 宝陽幼稚園サッカー部[要出典]
- 武蔵丘FC (世田谷区立武蔵丘小学校)[9]
- 読売日本サッカークラブユースS (同上)[9]
- 読売日本サッカークラブジュニアユース (世田谷区立烏山中学校)[9]
- 1997年 - 1999年 國學院大學久我山高等学校

プロ経歴
- 2000年 - 2001年  FC東京
- 2002年 - 2007年  アルビレックス新潟
  - 2005年  ベガルタ仙台 (期限付き移籍)
- 2008年  湘南ベルマーレ
- 2009年 - 2010年  徳島ヴォルティス
- 2011年 - 2012年  FC岐阜

## 個人成績
| 国内大会個人成績 | 国内大会個人成績 | 国内大会個人成績 | 国内大会個人成績 | 国内大会個人成績 | 国内大会個人成績 | 国内大会個人成績 | 国内大会個人成績 | 国内大会個人成績 | 国内大会個人成績 | 国内大会個人成績 | 国内大会個人成績 |
| 年度             | クラブ           | 背番号           | リーグ           | リーグ戦         | リーグ戦         | リーグ杯         | リーグ杯         | オープン杯       | オープン杯       | 期間通算         | 期間通算         |
| 年度             | クラブ           | 背番号           | リーグ           | 出場             | 得点             | 出場             | 得点             | 出場             | 得点             | 出場             | 得点             |
| 日本             | 日本             | 日本             | 日本             | リーグ戦         | リーグ戦         | リーグ杯         | リーグ杯         | 天皇杯           | 天皇杯           | 期間通算         | 期間通算         |
| ---------------- | ---------------- | ---------------- | ---------------- | ---------------- | ---------------- | ---------------- | ---------------- | ---------------- | ---------------- | ---------------- | ---------------- |
| 2000             | FC東京           | 33               | J1               | 0                | 0                | 0                | 0                | 0                | 0                | 0                | 0                |
| 2001             | FC東京           | 33               | J1               | 0                | 0                | 0                | 0                | 0                | 0                | 0                | 0                |
| 2002             | 新潟             | 19               | J2               | 30               | 0                | -                | -                | 2                | 0                | 32               | 0                |
| 2003             | 新潟             | 19               | J2               | 35               | 0                | -                | -                | 4                | 0                | 39               | 0                |
| 2004             | 新潟             | 19               | J1               | 10               | 0                | 1                | 0                | 0                | 0                | 11               | 0                |
| 2005             | 仙台             | 3                | J2               | 7                | 1                | -                | -                | 1                | 0                | 8                | 1                |
| 2006             | 新潟             | 2                | J1               | 24               | 1                | 4                | 0                | 1                | 1                | 29               | 2                |
| 2007             | 新潟             | 2                | J1               | 4                | 0                | 0                | 0                | 0                | 0                | 4                | 0                |
| 2008             | 湘南             | 4                | J2               | 17               | 1                | -                | -                | 1                | 0                | 18               | 1                |
| 2009             | 徳島             | 4                | J2               | 36               | 1                | -                | -                | 0                | 0                | 36               | 1                |
| 2010             | 徳島             | 4                | J2               | 13               | 0                | -                | -                | 1                | 0                | 14               | 0                |
| 2011             | 岐阜             | 20               | J2               | 32               | 0                | -                | -                | 0                | 0                | 32               | 0                |
| 2012             | 岐阜             | 20               | J2               | 12               | 0                | -                | -                | 0                | 0                | 12               | 0                |
| 通算             | 日本             | 日本             | J1               | 38               | 1                | 5                | 0                | 1                | 1                | 44               | 2                |
| 通算             | 日本             | 日本             | J2               | 182              | 3                | -                | -                | 9                | 0                | 191              | 3                |
| 総通算           | 総通算           | 総通算           | 総通算           | 220              | 4                | 5                | 0                | 10               | 1                | 235              | 5                |

- 2002年3月03日：J2初出場 - J2第1節 vs水戸ホーリーホック (ひたちなか)
- 2004年4月18日：J1初出場 - J1 1st第6節 vsジェフユナイテッド市原 (国立)
- 2005年3月26日：J2初得点 - J2第4節 vsコンサドーレ札幌 (札幌ド)
- 2006年5月06日：J1初得点 - J1第12節 vs清水エスパルス (新潟ス)
- 2009年5月05日：J2・100試合出場 - J2第13節 vsファジアーノ岡山FC (岡山)

## 代表・選抜歴
- 1999年 東京都選抜 - 国民体育大会サッカー競技
- 2002年 U-21日本代表 - トゥーロン国際大会、第14回アジア競技大会
- 2003年 U-22日本代表 - アテネオリンピックアジア地区予選
- 2004年 U-23日本代表候補

## 指導歴
- 2013年 - 2018年 FC岐阜
  - 2013年 - 2014年 U-15 コーチ
  - 2015年 U-15 監督
  - 2016年1月 - 同年7月 アカデミーダイレクター兼U-18 監督
  - 2016年8月 トップチームコーチ
  - 2017年 - 2018 年 アカデミーダイレクター兼U-18 監督
- 2019年 - 2022年 ファジアーノ岡山
  - 2019年 - 2021年 U-18 コーチ
  - 2022年 U-12 リードコーチ
- 2023年 - FC町田ゼルビア アシスタントコーチ